# Journal of Geophysical Research
Das Journal of Geophysical Research ist eine jährlich erscheinende begutachtete wissenschaftliche Fachzeitschrift, die von Wiley für die American Geophysical Union herausgegeben wird.
Sie erscheint seit 1896, ursprünglich unter der Bezeichnung Terrestrial Magnetism, später dann unter als Terrestrial Magnetism and Atmospheric Electricity. Heute ist sie in sieben unterschiedliche Sektionen gegliedert, die mit A bis G nummeriert sind und unterschiedliche Fachbereiche abdecken:  A (Space Physics), B (Solid Earth), C (Oceans), D (Atmospheres), E (Planets), F (Earth Surface), and G (Biogeosciences).
Der Impact Factor lag im Jahr 2014 bei 3,426, der fünfjährige Impact Factor bei 3,667. Damit lag die Zeitschrift beim zweijährigen Impact Factor auf Rang 19 von 175 Zeitschriften in der Kategorie „multidisziplinäre Geowissenschaften“.